# Третьяковская богадельня-приют для слабоумных
Третьяковская богадельня-приют для слабоумных — московское благотворительное учреждение для размещения, лечения и ухода за нетрудоспособными лицами (больными, немощнымих, калеками).
Адрес богадельни: город Москва, улица Большая Серпуховская, дом 27.

## История

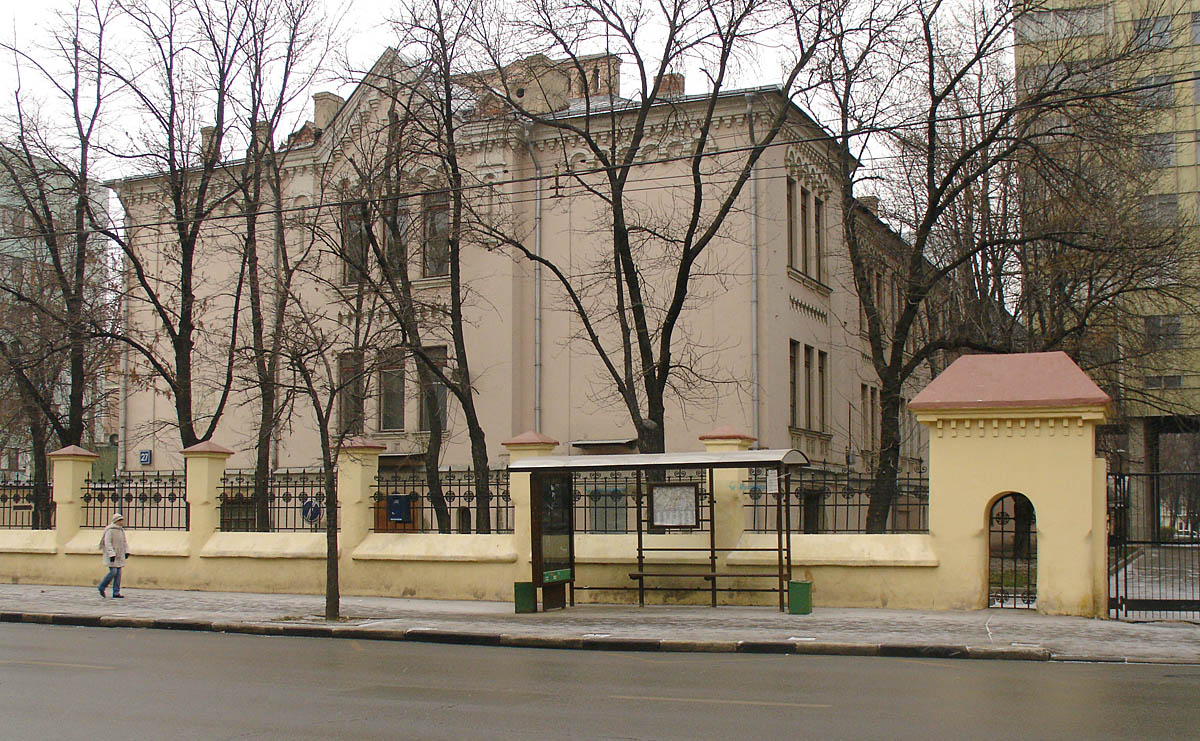
Третьяковская богадельня-приют для слабоумных.

Третьяковская богадельня-приют для слабоумных была открыта 19 ноября 1906 года в Москве. Средства для строительства здания богадельни были выделены П. М. Третьяковым. Им была выделена сумма в 400 тысяч рублей. Одной из причин выделения денег на создание богадельни явилось то, что сын мецената был душевнобольным.
Место для строительства было выделено в Москве рядом с Солодовниковской богадельней, Александровской больницей и Домом призрения им. Т. Г. Гурьевой.
Здание Третьяковской богадельни было построено по проекту С. У. Соловьева в неорусском стиле с тремя главками на круглых барабанах. Отделка продолжалась до 15 ноября 1905 года. 15 декабря 1906 года в приюте была освящена домовую церковь во имя св. Павла Латрского, располагавшаяся в центральной части здания богадельни. В здании была предусмотрена двойная вентиляция с нагревом и увлажнением воздуха, дубовые полы. И. Г. Простяков ассигновал 12 тыс. рублей на устройство в богадельне электрического освещения.
В 1907 году был утверждён устав богадельни. Работа учреждения находилась на попечении Московского купеческого общества.
Еще до окончания обустройства богадельни богадельню мещанки в Московское купеческое общество поступали многочисленные просьбы о зачислении в неё больных. Многочисленные заявки на устройство больных вынудили купеческое общество открыть богадельню до утверждения её устава и выделить на то дополнительные средства. Одной из первых зачисленных была московская мещанка М. А. Сальника.
Третьяковская богадельня-приют для слабоумных была рассчитана на размещение 380 человек и проработала вплоть до 1917 года. В настоящее время здание богадельни занимает Институт хирургии им. А. В. Вишневского.